# Stenkatoppen
Stenkatoppen är ett berg i Antarktis. Det ligger i Östantarktis. Norge gör anspråk på området. Toppen på Stenkatoppen är 2 270 meter över havet, eller 379 meter över den omgivande terrängen. Bredden vid basen är 3,5 km.
Terrängen runt Stenkatoppen är platt åt nordost, men åt sydväst är den kuperad. Trakten är obefolkad. Det finns inga samhällen i närheten. 